# Дочка моряка
«Дочка моряка» — радянська кіномелодрама 1941 року, знята на Одеській кіностудії. Прем'єра фільму відбулася 10 травня 1942 року.

## Сюжет
Випускники морського інституту завершують навчання вітрильним переходом Батумі-Одеса. Серед випускників і спадкова морячка Ірина. Вдома її чекають мати й батько. Батько не знає, що дочка навчалася морській професії, адже колись він заборонив їй бути моряком. Петро Федосійович впевнений, що дочка вивчилася на медика. Сам Петро Федосійович багато років служив на пасажирському пароплаві «Дельфін», останнім часом капітаном, а тепер вийшов на пенсію. Коли Ірина опиняється вдома, мати вмовляє її не говорити батькові правди, тому що хвилюється за його здоров'я. У пароплавстві Ірина проситься на «Дельфін». Пароплав тільки що закінчив ремонтуватися та отримав нове ім'я «Перемога». Начальник пароплавства намагається відмовити дівчину і радить її сучасний теплохід «Абхазія». Але Ірина мріє про «Перемогу», навіть не дивлячись на те, що штурман «Абхазії» — її однокурсник і найкращий друг Василь Громов. Команда «Перемоги» поступово приймає дівчину-штурмана, хоча без конфліктів не обходиться. Ірині доводиться не раз смикати кермового, якому не вистачає дисципліни та відповідальності за свою справу. В Ірину закохується радист «Перемоги». Його освідчення в коханні чує вся команда, тому що він випадково включив в радіорубці мікрофон. На березі Ірину чекає хворий батько, якому без моря стає все гірше. Ірина побоюється сказати батькові правду і розуміє, що їй все ж краще піти на берег. Вона повідомляє капітану «Перемоги», що наступний рейс «Одеса-Батумі» стане для неї останнім. Але тут батько втікає з дому на «Перемогу». Він купує пасажирський квиток на своє колишнє судно. Нинішній капітан «Перемоги» — його старий друг, той з радістю зустрічає старого моряка і довіряє йому штурвал. У рейсі «Перемога» потрапляє в шторм. Трюм починає протікати, і «Перемога» посилає сигнали про допомогу. На сигнали відгукується тільки іноземне судно «Амфітріон», але просить винагороду за порятунок. «Перемога» відмовляється від такої допомоги, протікання вдається ліквідувати. Тепер вже «Перемога» приймає від «Амфітріона» сигнал «SOS» і посилає йому і його пасажирам на допомогу шлюпки. Під час всіх цих пригод дочка і батько зустрічаються біля штурвала і з'ясовують відносини. Петро Федосійович переконується, що його дочка — відмінний моряк і нею можна тільки пишатися.

## У ролях
- Тамара Бєляєва —  Ірина Захарова
- Іван Пельтцер —  Петро Федосійович Захаров, батько Ірини
- Віра Окунєва —  Марія Василівна Захарова, мати Ірини
- Віктор Аркасов —  Василь Громов
- Олександр Чистяков —  капітан Шестов
- Іван Любєзнов —  другий помічник Сенін
- Микола Коміссаров —  начальник пароплавства
- Олексій Консовський —  Крутиков, радист
- Микола Івакін —  Гойло
- Віктор Проклов —  кухар
- Андрій Мірошниченко —  Петренко
- Володимир Уральський —  Худяков
- Євген Агеєв — епізод
- Іван Бобров — епізод
- Еммануїл Геллер — епізод
- Віра Алтайська — епізод
- Надір Малишевський — епізод
- Петро Рєпнін — епізод

## Знімальна група
- Автори сценарію: Олександр Новогрудський, Георгій Гребнер (немає в титрах)
- Режисер-постановник: Георгій Тасін
- Оператор-постановник: Яків Куліш
- Композитор — Юрій Мілютін
- Звукооператор: Г. Сенчило
- Художники: Олексій Уткін, Сергій Худяков,  Михайло Юферов
- Комбіновані зйомки: оператор — Григорій Айзенберг, художник — І. Сільвестрович
- Текст пісень поета Віктора Гусєва
- Асистенти режисера: Борис Митякін, Яків Зіскінд
- Асистент з монтажу: Арон Гершкович
- Консультант фільму: капітан далекого плавання Георгій Мезенцев
- Директор картини: І. Розенфельд